# David Hungate

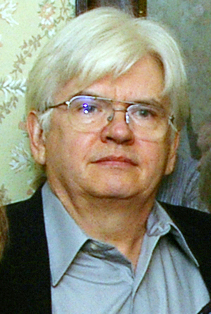
David Hungate, 2007

David Hungate (* 5. August 1948 in Troy, Missouri) ist ein US-amerikanischer Bassgitarrist und Gründungsmitglied der kalifornischen Rockband Toto.
David Hungate ist einer der sechs Gründungsmitglieder von Toto (1977), stieg allerdings am Höhepunkt des Erfolgs dieser Band (1982) aus und arbeitete fortan als Session-Musiker, u. a. für Boz Scaggs, Greg Lake und Bryan Adams.
Vor seinem Engagement bei Toto hatte Hungate bereits – ebenfalls als Session-Musiker – mit namhaften Musikern wie Barbra Streisand und den Pointer Sisters zusammengearbeitet.
Für die TOTO-Tour in den USA im Jahre 2014 und für die Europa-Tournee 2015 wurde David Hungate als Bassist engagiert, da der bisherige Bassist Nathan East durch andere Projekte verhindert war.

## Diskografie
- Souvenir – CBS (1990)